# Palác Broadway
Palác Broadway, dříve označovaný také Palác Příkopy nebo Palác Sevastopol, je funkcionalistická budova čp. 988 v Praze 1 na Starém Městě, mezi ulicemi Na příkopě a Celetná, dílo architektů Bohumíra Kozáka a Antonína Černého z let 1936–1938. Od roku 1994 je kulturní památkou.

## Historie a popis

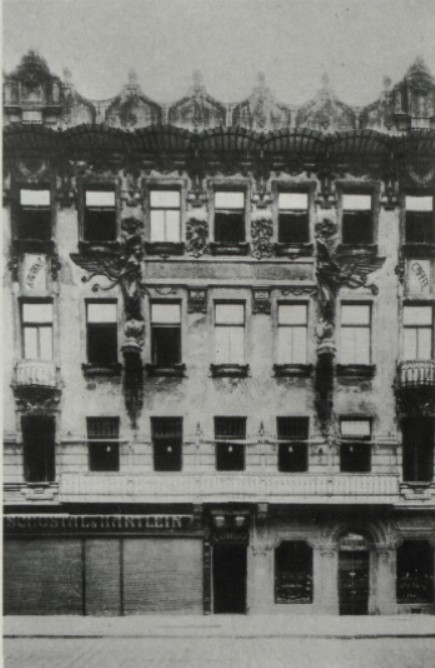
Předchozí budova banky s Café Corso

V těchto místech stávala budova České průmyslové banky s kavárnou Café Corso, postavená v letech 1897–1898 podle plánu architekta Friedricha Ohmanna a s fasádou vyzdobenou Viktorem Olivou (někdy označovaná jako první secesní stavba v Praze).
V letech 1936–1938 tu byl postaven na náklady italských pojišťoven Moldavia Generali a Assicurazioni Generali obchodní a nájemní dům s pasáží a kinem, který navrhli architekti Bohumír Kozák a Antonín Černý (ve stejné době si tyto pojišťovny vystavěly i rovněž architektem Kozákem navržený funkcionalistický multifunkční dům v Praze na Vinohradech, na nároží Anglické a Italské ulice).
Objekt paláce má tři šestipatrová křídla s železobetonovou skeletovou konstrukcí. Křídla jsou spojená dvoupodlažními suterény, do nichž byl umístěn prostor kina (s kuloáry a třemi schodišti), a mezi ulicemi Na příkopě a Celetná je pasáž se dvěma velkými sklobetonovými skořepinovými báněmi v místě dvorů. Hlavní křídlo do ulice Na příkopě má pětipatrovou devítiosou fasádu s dalším ustupujícím patrem, mezi 4. a 5. patrem je členěno jednoduchou vystouplou římsou. 
V části komplexu se původně nacházely byty. Objekt prošel několika rekonstrukcemi a úpravami (v roce 1956 byly rekonstruovány klenby v pasáži, adaptaci cukrárny a vinárny v letech 1968–1969 navrhli architekti Kándl a Hlaváč, po roce 1980 byla upravena k administrativním účelům celá budova). 
Vlastníkem je Česká republika a prostory jsou pronajímány. Úřad pro zastupování státu ve věcech majetkových, který objekt v roce 2016 převzal od tehdejší státní Správy železniční a dopravní cesty, od roku 2021 usiluje o jeho prodej.

## Kino/divadlo Broadway

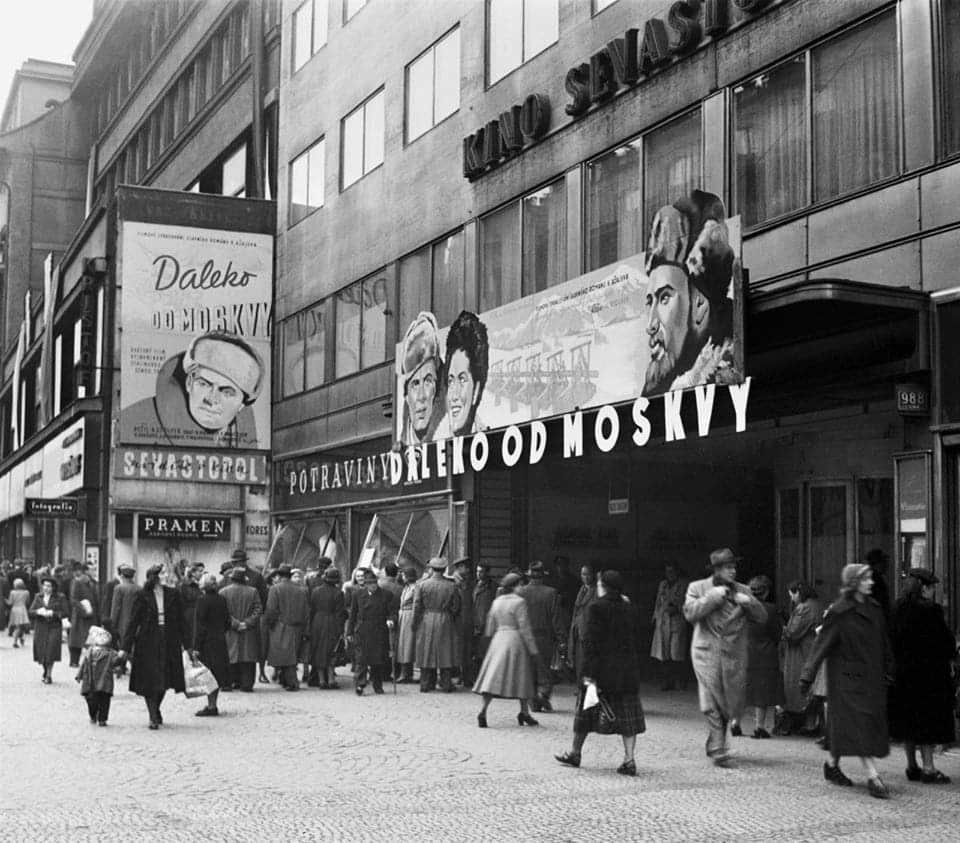
Vchod do pasáže kina Sevastopol (1951)

V nové budově Paláce Broadway měla sídlit pražská pobočka společnosti Metro Goldwyn Mayer a její reprezentant získal sál do užívání. Kino bylo vybaveno ve své době nejmodernějším promítacím a zvukovým zařízením.
Slavnostní otevření kina Broadway v suterénu Paláce Broadway se uskutečnilo 9. září 1938 premiérou filmu Hraběnka Walewská s Gretou Garbo a Charlesem Boyerem; při otevření slibovalo mnoho moderních vymožeností, jako jsou čalouněná sedadla, klimatizace, vlastní filmový týdeník Broadway aktualita a zařízení pro nedoslýchavé. O přestávkách měly být uváděny hudební a taneční vložky.
Období krátce po mnichovské dohodě přineslo vlnu počešťování i u názvů kin. Ještě dříve, než byl název „Broadway“ vyvěšen na fasádu, bylo kino přejmenováno koncem října 1938 na Na Příkopě.
Po zahájení nacistické okupace byla provedena tzv. arizace kin v židovském majetku. Týkala se i kina Na Příkopě, jehož majiteli Leo Bergerovi se podařilo emigrovat. Jmenování tzv. „důvěrnika“ (Treuhänder) spravujícího kino Na příkopě (stal se jím dr. Ernst Schweizer) oznámil tisk v srpnu 1939. V roce 1940 přešlo kino do majetku německého filmového koncernu UFA. V roce 1941, kdy ještě Německo ve válce na východní frontě vítězilo, bylo kino přejmenováno na UFA–Viktoria a název Viktoria si zachovalo do konce války. Od června 1943 pak promítalo německé filmy „v předpremiéře“, pouze v němčině, bez českých titulků. (Premiéra německých filmů s českými titulky pro české publikum byla opožděna.)
Ihned po osvobození v roce 1945 získalo kino Viktoria nové jméno Sevastopol a od 13. června 1945 promítalo sovětský film z roku 1944 o obraně Sevastopolu Malachovská mohyla. V roce 1957 se stal Sevastopol předpremiérovým kinem a stal se třetím nejnavštěvovanějším kinem v Praze (po Alfě a Blaníku). V letech 1986–1987 proběhla rekonstrukce, při které se počet sedadel snížil na 547. V září 1996 bylo kino přejmenováno na Cinema Broadway, jeho provoz byl ukončen v roce 1998. Po další rekonstrukci zde v roce 2001 zahájilo činnost Divadlo Broadway.

## Galerie

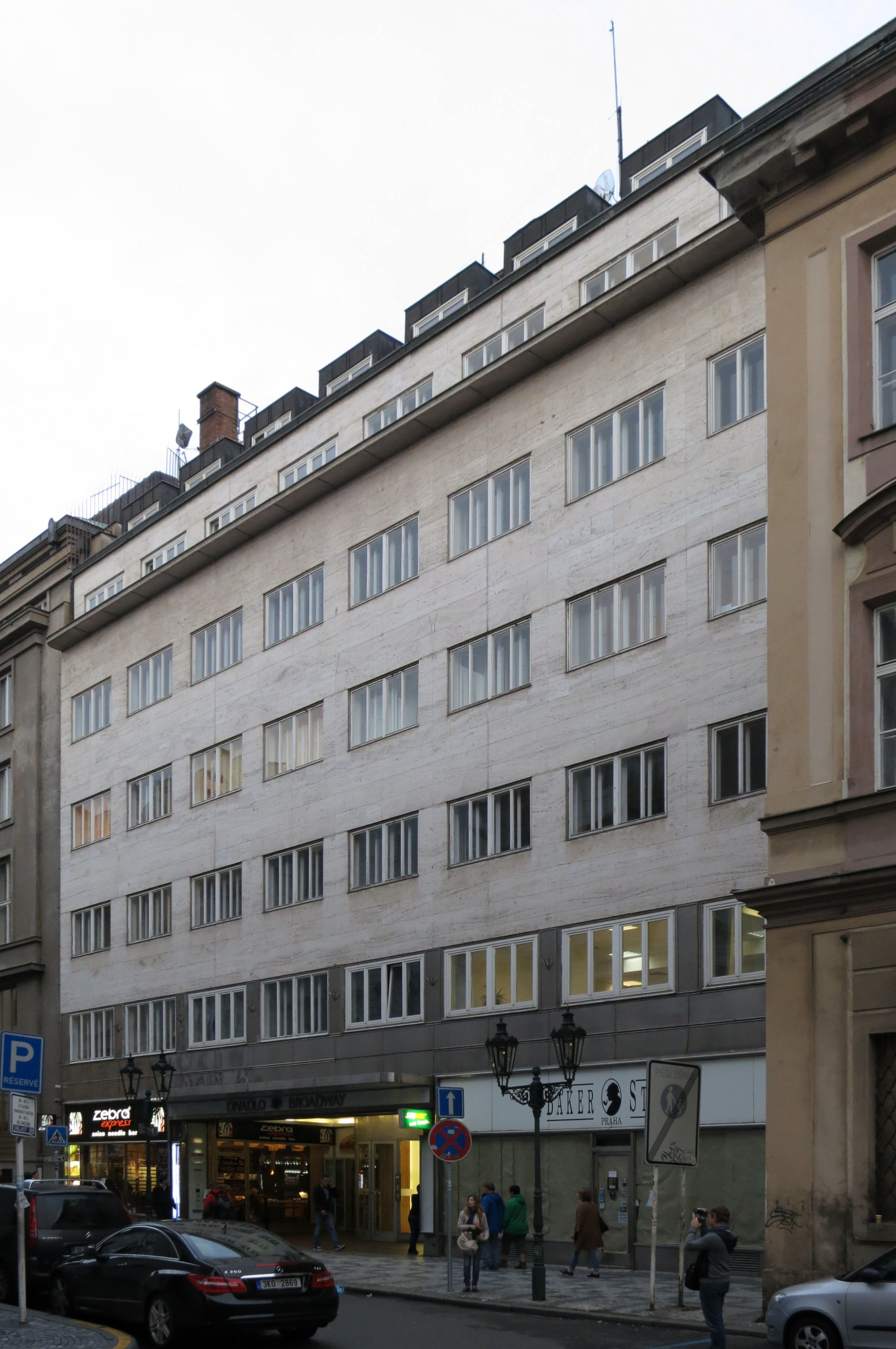
Fasáda do Celetné ulice (Celetná 988/38)
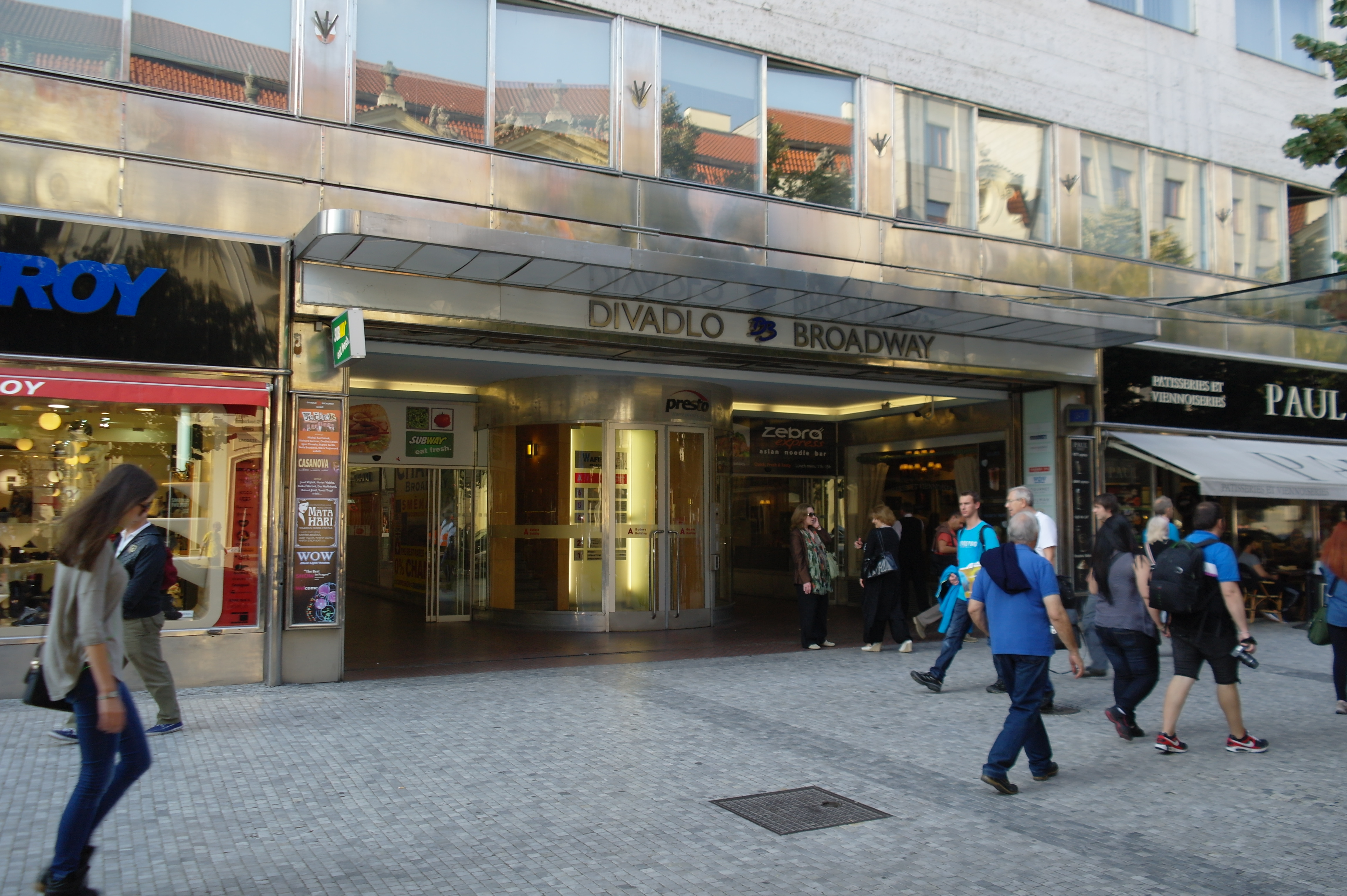
Vchod do pasáže z ulice Na příkopě (Na příkopě 988/31)
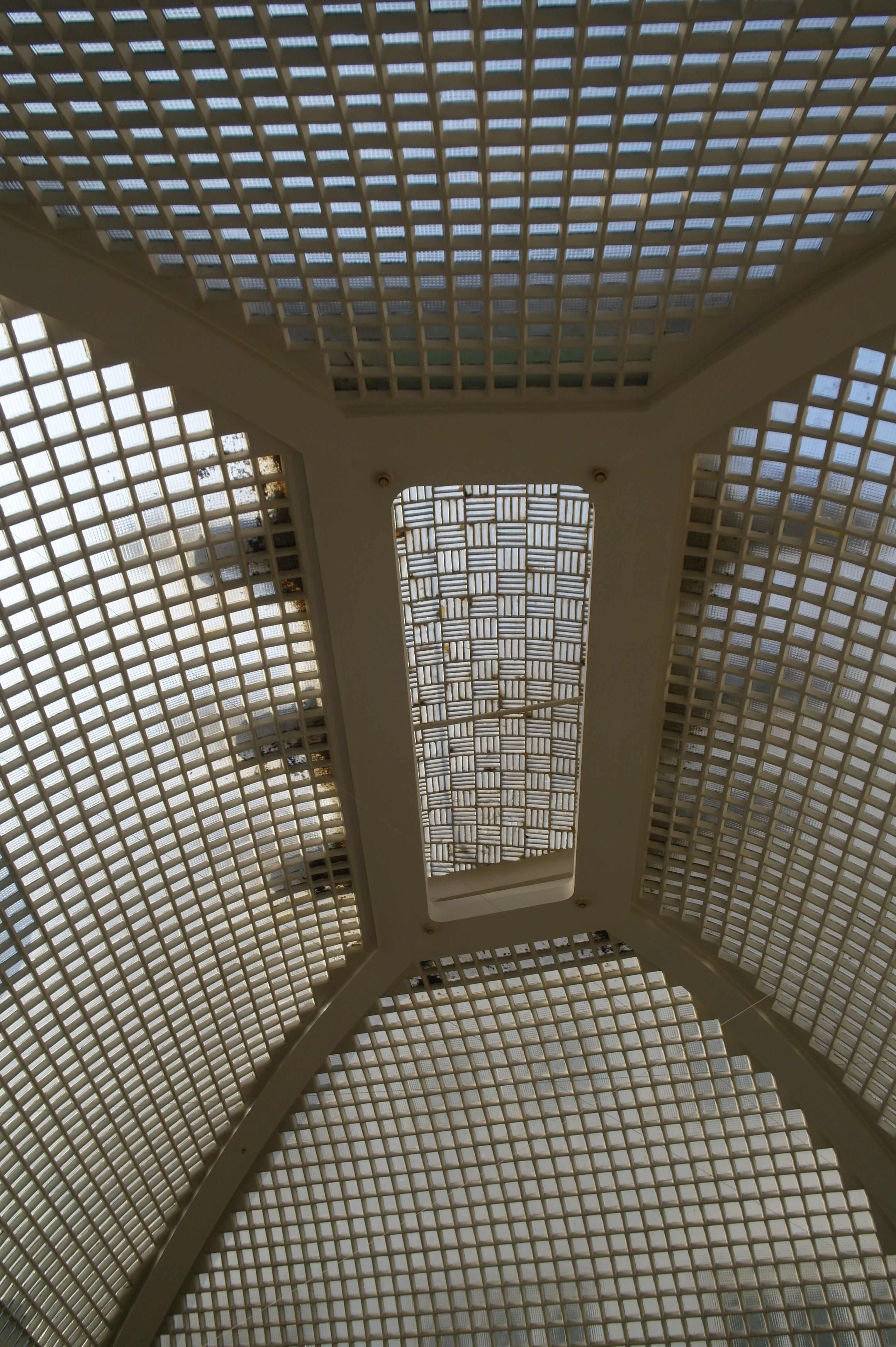
Pohled z pasáže do jedné z kupolí